# Рюн
Рюн (нем. Rühn) — община в Германии, в земле Мекленбург-Передняя Померания.
Входит в состав района Гюстров. Подчиняется управлению Бютцов Ланд. Население составляет 677 человек (2009); в 2003 г. — 682. Занимает площадь 14,41 км².